# Parambu
Parambu, amtlich portugiesisch Município de Parambu, ist eine Gemeinde im brasilianischen Bundesstaat Ceará der Region Nordosten. Die Bevölkerung wurde zum 1. Juli 2021 auf 31.391 Einwohner geschätzt, die Parambuenser genannt werden und auf einer großen Gemeindefläche von rund 2313,9 km² leben. Die Entfernung zur Hauptstadt Fortaleza beträgt 406 km. Sie steht bei der Bevölkerungszahl an 59. Stelle der 184 Munizipien des Bundesstaats, bei der Fläche an 11. Stelle. Rechnerisch beträgt die Bevölkerungsdichte 13,5 Personen pro km². Die Gemeinde gilt als unterentwickelt, so betrug das Durchschnittseinkommen 2019 nur den Mindestlohn.

## Toponymie
Der Name entstammt den Tupí-Sprachen.

## Geographie
Parambu, im Westen von Ceará gelegen, hat eine Grenze zum Bundesstaat Piauí. Umliegende Gemeinden sind Quiterianópolis, Tauá, Arneiroz und Aiuaba sowie in Piauí Pio IX und Pimenteiras.

### Vegetation
Das Biom ist Caatinga.

## Geschichte
Zuvor ein Distrikt von Tauá, erhielt der Ort durch das Staatsgesetz Nr. 3338 vom 15. September 1956 selbständige Stadtrechte als Munizip, wurde jedoch erst ein Jahr später installiert.

## Söhne und Töchter der Gemeinde
- Genecias Noronha (* 1963), Politiker
- Aderlânia Noronha (* 1978), Politikerin